# Маявати
Маявати Прабху Дас (хинди मायावती प्रभू दास; род. 15 января 1956, Нью-Дели, Индия) — индийская политическая деятельница. С 13 мая 2007 по 15 марта 2012 года — главный министр штата Уттар-Прадеш (самого густонаселённого штата Индии), занимала эту должность 3 раза. Наиболее известна под мононимом Маявати (хинди मायावती). Первая женщина из касты далитов (неприкасаемых), подкаста чамаров («кожевников»), которой удалось занять должность главы правительства одного из индийских штатов.
Проиграв в 2012 году выборы в законодательное собрание конкурирующей партии «Самаджвади», она покинула пост лидера своей партии 7 марта 2012 года. В том же месяце Маявати была избрана в верхнюю палату индийского парламента — Раджья сабха.
Часто подвергается обвинениям в коррупции со стороны оппозиции.